# 比利亚斯德拉文托萨
比利亚斯德拉文托萨，是西班牙卡斯蒂利亚-拉曼恰昆卡省的一个市镇。总面积145平方公里，总人口358人（2001年），人口密度2人/平方公里。